# California Roll
California Roll

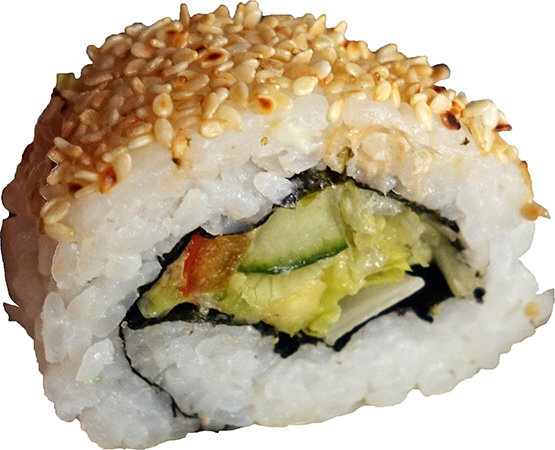
Sushi california roll.

Em 1971, o sushi não era amplamente consumido na América do Norte. Na verdade, não era nada popular. O chef Hidekazu Tojo, um chef japonês novo em Vancouver, British Columbia, precisava encontrar uma maneira. Então, para atrair os paladares ocidentais, ele decidiu virar os tradicionais rolos de sushi do avesso. Ao esconder as algas no interior e embalar os rolos com ingredientes com os quais os canadenses estavam mais familiarizados - pepino, caranguejo cozido e abacate -, Tojo inventou um dos mais famosos rolos de sushi norte-americanos de todos os tempos: o California roll.

## Ingredientes
- alface
- alga
- gergelim
- pepino cortado em tiras
- manga
- kani (siri)
- maionese
- arroz

### Preparo
Coloque a folha de alga sobre a esteira de bambu e distribua por cima uma camada de arroz por toda a extensão da alga. Polvilhe com gergelim. Vire a alga para cima, deixando o arroz em contato com a esteira. Espalhe a maionese sobre a alga, coloque a alface, a manga, o pepino e o kani cortado ao meio. Enrole o sushi com o auxílio da esteira, pressionando levemente para fixar bem o conteúdo. Com uma faca bem afiada corte o sushi em 6-8 porções.